# НХЛ у сезоні 1939—1940
НХЛ у сезоні 1939/1940 — 23-й регулярний чемпіонат НХЛ. Сезон стартував 2 листопада 1939. Закінчився фінальним матчем Кубка Стенлі 13 квітня 1940 між Нью-Йорк Рейнджерс та Торонто Мейпл-Ліфс перемогою «Рейнджерс» 3:2 в матчі та 4:2 в серії. Це третя перемога в Кубку Стенлі «Рейнджерс».

## Підсумкова турнірна таблиця
| # | Команда            | І  | В  | П  | Н  | ШЗ  | ШП  | Очки |
| - | ------------------ | -- | -- | -- | -- | --- | --- | ---- |
| 1 | Бостон Брюїнс      | 48 | 31 | 12 | 5  | 170 | 98  | 67   |
| 2 | Нью-Йорк Рейнджерс | 48 | 27 | 11 | 10 | 136 | 77  | 64   |
| 3 | Торонто Мейпл-Ліфс | 48 | 25 | 17 | 6  | 134 | 110 | 56   |
| 4 | Чикаго Блек Гокс   | 48 | 23 | 19 | 6  | 112 | 120 | 52   |
| 5 | Детройт Ред-Вінгс  | 48 | 16 | 26 | 6  | 91  | 126 | 38   |
| 6 | Нью-Йорк Амеріканс | 48 | 15 | 29 | 4  | 106 | 140 | 34   |
| 7 | Монреаль Канадієнс | 48 | 10 | 33 | 5  | 90  | 168 | 25   |

## Найкращі бомбардири
| Гравець          | Команда            | І  | Г  | П  | О  |
| ---------------- | ------------------ | -- | -- | -- | -- |
| Мілт Шмідт       | Бостон Брюїнс      | 48 | 22 | 30 | 52 |
| Вуді Дюмарт      | Бостон Брюїнс      | 48 | 22 | 21 | 43 |
| Боббі Бауер      | Бостон Брюїнс      | 48 | 17 | 26 | 43 |
| Горді Дріллон    | Торонто Мейпл-Ліфс | 43 | 21 | 19 | 40 |
| Білл Коулі       | Бостон Брюїнс      | 48 | 13 | 27 | 40 |
| Браян Гекстолл   | Нью-Йорк Рейнджерс | 48 | 24 | 15 | 39 |
| Ніл Колвілл      | Нью-Йорк Рейнджерс | 48 | 19 | 19 | 38 |
| Сід Гоу          | Детройт Ред-Вінгс  | 48 | 14 | 23 | 37 |
| Тоу Гектор Блейк | Монреаль Канадієнс | 48 | 17 | 19 | 36 |
| Мюррей Армстронг | Нью-Йорк Амеріканс | 48 | 16 | 20 | 36 |

## Плей-оф

### Попередній раунд
| - 19 березня. Чикаго - Торонто 2:3 ОТ - 21 березня. Торонто - Чикаго 2:1 Серія: Торонто - Чикаго 2-0 | - 19 березня. Н-Й Амеріканс - Детройт 1:2 ОТ - 22 березня. Детройт - Н-Й Амеріканс 4:5 - 24 березня. Н-Й Амеріканс - Детройт 4:3 Серія: Детройт - Н-Й Амеріканс 2-1 |

### Півфінали
| - 19 березня. Н-Й Рейнджерс - Бостон 4:0 - 21 березня. Бостон - Н-Й Рейнджерс 4:3 - 24 березня. Бостон - Н-Й Рейнджерс 4:2 - 26 березня. Н-Й Рейнджерс - Бостон 1:0 - 28 березня. Бостон - Н-Й Рейнджерс 0:1 - 30 березня. Н-Й Рейнджерс - Бостон 4:1 Серія: Н-Й Рейнджерс - Бостон 4-2 | - 26 березня. Детройт - Торонто 1:2 - 28 березня. Торонто - Детройт 2:1 Серія: Торонто - Детройт 2-0 |

### Фінал
- 2 квітня. Торонто - Н-Й Рейнджерс 1:2 ОТ
- 3 квітня. Торонто - Н-Й Рейнджерс 2:6
- 6 квітня. Н-Й Рейнджерс - Торонто 1:2
- 9 квітня. Н-Й Рейнджерс - Торонто 0:3
- 11 квітня. Н-Й Рейнджерс - Торонто 2:1 ОТ
- 13 квітня. Н-Й Рейнджерс - Торонто 3:2 ОТ

Серія: Н-Й Рейнджерс - Торонто 4-2
Найкращі бомбардири плей-оф
| Гравець     | Клуб               | І  | Г | П | О |
| ----------- | ------------------ | -- | - | - | - |
| Філ Вотсон  | Нью-Йорк Рейнджерс | 12 | 3 | 6 | 9 |
| Ніл Колвілл | Нью-Йорк Рейнджерс | 12 | 2 | 7 | 9 |

## Призи та нагороди сезону
| Нагороди                 | Гравець          | Команда            |
| ------------------------ | ---------------- | ------------------ |
| Пам'ятний трофей Колдера | Кілбі Макдональд | Нью-Йорк Рейнджерс |
| Пам'ятний трофей Гарта   | Еббі Гудфеллоу   | Детройт Ред-Вінгс  |
| Приз Леді Бінг           | Боббі Бауер      | Бостон Брюїнс      |
| Трофей Везини            | Дейв Керр        | Нью-Йорк Рейнджерс |

| Нагорода               | Клуб               |
| ---------------------- | ------------------ |
| Приз принца Уельського | Бостон Брюїнс      |
| Приз О'Брайна          | Торонто Мейпл-Ліфс |
| Кубок Стенлі           | Нью-Йорк Рейнджерс |

## Команда всіх зірок
| Перша команда                        | Позиція              | Друга команда                   |
| ------------------------------------ | -------------------- | ------------------------------- |
| Дейв Керр, Нью-Йорк Рейнджерс        | Воротар              | Френк Брімсек, Бостон Брюїнс    |
| Діт Клеппер, Бостон Брюїнс           | Захисник             | Арт Култер, Нью-Йорк Рейнджерс  |
| Еббі Гудфеллоу, Детройт Ред-Вінгс    | Захисник             | Ерл Зайберт, Чикаго Блек Гокс   |
| Мілт Шмідт, Бостон Брюїнс            | Центральний нападник | Ніл Колвілл, Нью-Йорк Рейнджерс |
| Браян Гекстолл, Нью-Йорк Рейнджерс   | Правий нападник      | Боббі Бауер, Бостон Брюїнс      |
| Тоу Гектор Блейк, Монреаль Канадієнс | Лівий нападник       | Вуді Дюмарт, Бостон Брюїнс      |
| Пол Томпсон, Чикаго Блек Гокс        | Тренер               | Френк Буше, Нью-Йорк Рейнджерс  |

## Тренери
- Бостон Брюїнс: Куні Вейленд
- Чикаго Блек Гокс: Пол Томпсон
- Детройт Ред-Вінгс: Джек Адамс
- Монреаль Канадієнс: Бейб Сіберт і Альфред Лепін
- Нью-Йорк Амеріканс: Ред Даттон
- Нью-Йорк Рейнджерс: Френк Буше
- Торонто Мейпл-Ліфс: Дік Ірвін

## Дебютанти сезону
Список гравців, що дебютували цього сезону в НХЛ.
- Даг Бентлі, Чикаго Блек Гокс
- Джонні Моверс, Детройт Ред-Вінгс
- Пет Іген, Нью-Йорк Амеріканс
- Кілбі Макдональд, Нью-Йорк Рейнджерс

## Завершили кар'єру
Список гравців, що завершили виступати в НХЛ.
- Тайні Томпсон, Детройт Ред-Вінгс
- Сесіл Діллон, Детройт Ред-Вінгс
- Гек Кілрі, Детройт Ред-Вінгс
- Мервін Вентворт, Монреаль Канадієнс
- Ерл Робінсон, Монреаль Канадієнс
- Марті Беррі, Монреаль Канадієнс
- Елвін Ромнес, Нью-Йорк Амеріканс
- Арт Чепмен, Нью-Йорк Амеріканс
- Нельс Стюарт, Нью-Йорк Амеріканс
- Едді Шор, Нью-Йорк Амеріканс
- Джонні Ганьйон, Нью-Йорк Рейнджерс
- Ред Горнер, Торонто Мейпл-Ліфс